# Ludwig Prokop

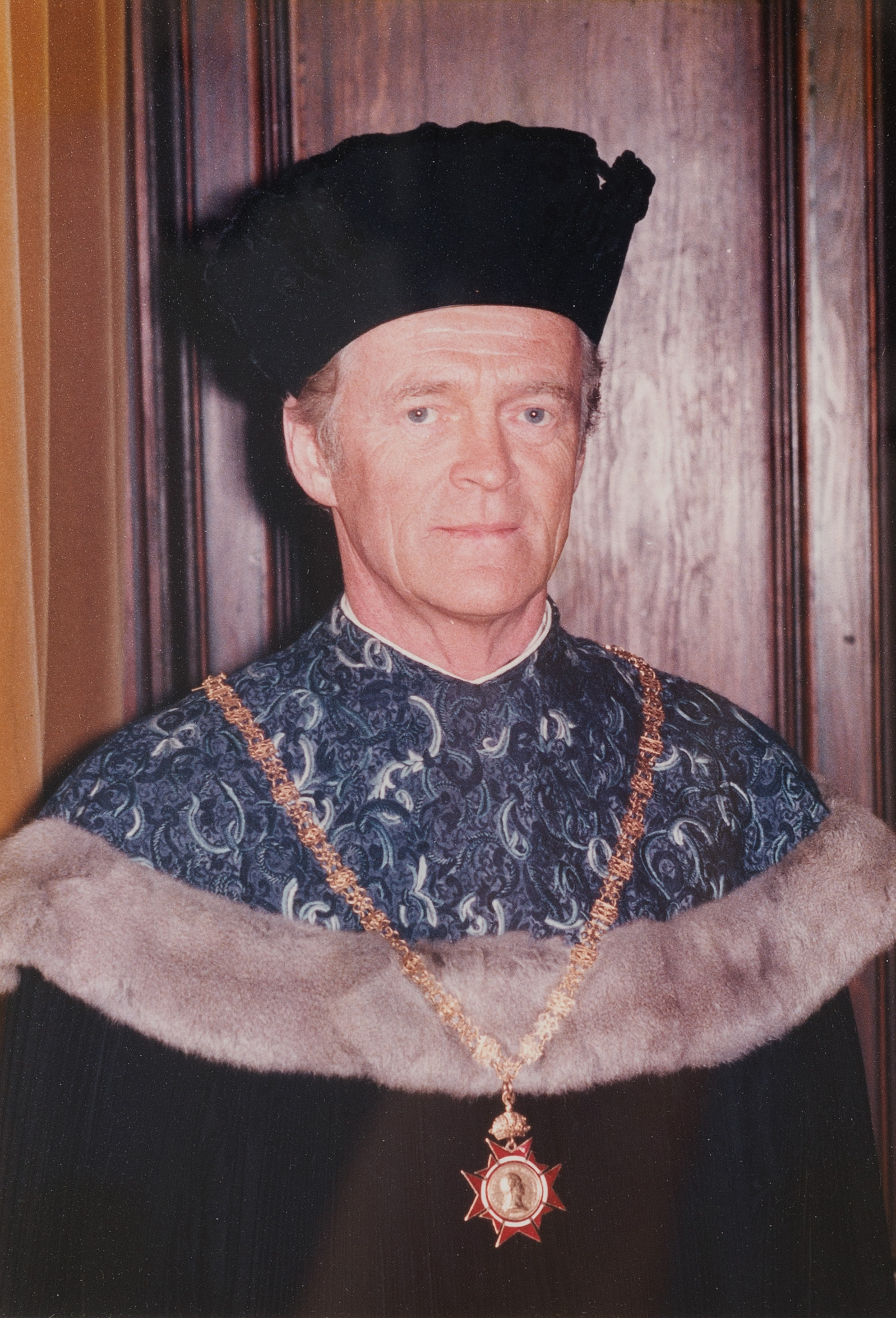
Ludwig Prokop

Ludwig Prokop (* 6. August 1920 in St. Pölten; † 28. Juli 2016) war ein österreichischer Sportler, Mediziner und Hochschullehrer. Als Sportmediziner wurde er als Dopingjäger bekannt.

## Leben und Wirken
Ludwig Prokop wurde am 6. August 1920 als Sohn des praktischen Arztes Ludwig Prokop (* 11. Juli 1892 in Komotau in Nordböhmen) und dessen Ehefrau Elfrieda Aloisia (geborene Worbs; * 21. Juni 1899 in Wien-Breitenfeld) in St. Pölten geboren und am 15. September 1920 auf den Namen Ludwig Josef Theodor Max getauft. Seine Eltern hatten am 11. Oktober 1919 in der Domkirche von St. Pölten geheiratet. Der Vater lebte zu dieser Zeit in der Linzer Straße 20 in St. Pölten und davor in der Harmoniegasse 1 in Wien IX. Die Mutter lebte damals direkt neben der Franziskanerkirche in einer Wohnung am Rathausplatz 13 in St. Pölten. Die mit Beschluss des Bezirksgerichts St. Pölten vom 14. März 1929 von Tisch und Bett geschiedene Ehe seiner Eltern, wurde mit dem rechtskräftigen Beschluss des Amtsgerichtes St. Pölten vom 13. August 1938 geschieden. Der Großvater väterlicherseits war Josef Prokop (1868–1937), den es um die Jahrhundertwende von Böhmen nach St. Pölten verschlagen hatte und der hier zum Stadtbaudirektor ernannt worden war. Als solcher war der Architekt entscheidend am Bau des Elektrizitätswerkes im Hammerpark, dem Reithallenkino, der Daniel-Gran-Volksschule oder dem Straßenbahnbau in St. Pölten beteiligt.
Prokops Brüder waren der Gerichtsmediziner und forensischer Serologe Otto Gerhard Teja Prokop (* 29. September 1921 in St. Pölten; † 20. Januar 2009 in Ottendorf bei Kiel) und Heinrich „Heinz“ Anselm Einhart Prokop (* 10. Jänner 1923 in St. Pölten; † 10. Februar 2000 in Kramsach). Der Handballtrainer Gunnar Prokop (* 11. Juli 1940 in St. Pölten) war ein Halbbruder Ottos; ein Kind aus der zweiten Ehe des Vaters. Insgesamt gab es sieben Geschwister bzw. Halbgeschwister; fünf Buben und zwei Mädchen.
Nach seiner allgemeinen Schulausbildung maturierte er in St. Pölten und absolvierte während des Zweiten Weltkriegs in Breslau zwischen Fronteinsätzen ein Medizinstudium. Sein Studium schloss er 1944 erfolgreich an der Universität in Breslau ab. Er geriet aber noch vor Kriegsende in Gefangenschaft, aus der er im September 1945 wieder freikam. Danach machte er noch eine kurze Ausbildung bei Lorenz Böhler. Seine Beschäftigung als Sportmediziner begann er 1946 als Universitätsassistent am Institut für Leibeserziehung an der Universität Wien und an der sportärztlichen Untersuchungsstelle der Stadt Wien.
Im Jahr 1953 habilitierte er für Physiologie. Seit 1959 war er an der Universität in Wien Professor für Physiologie und Sportmedizin. Als er 1974 zum Ordinarius für Sportphysiologie ernannt wurde, wurde er gleichzeitig auch Vorstand des Instituts für Sportwissenschaften. Diese Funktion übte er bis 1990 aus. Auch am Institut für Sportmedizin war er von 1969 bis 1983 Direktor. An der Grund- und Integrativwissenschaftlichen Fakultät der Universität Wien war er in den Jahren 1979 bis 1981 Dekan.
Schon 73 Jahre alt, promovierte er noch als Dr. phil. (Philosophie) und drei Jahre später als Dr.rer.nat. (Naturwissenschaften) und mit 81 Jahren noch als Dr.rer.oec. (Sozial- und Wirtschaftswissenschaften). Der auch noch in diesem Alter sportlich Aktive war in seinen jungen Jahren auch mehrfacher Meister im Schwimmen, Fechten und Fünfkampf.
Als Wissenschaftler verfasste er über 800 Publikationen, darunter 32 Bücher und 150 experimentelle Arbeiten. Dazu kamen Vorträge in zahlreichen Ländern. Auch Mitglied war er in der New York Academy of Sciences, tätig war er im Europarat, in der WHO und der UNESCO.
In der Sportmedizin war der Gründer der Österreichischen Gesellschaft für Sportmedizin lange Zeit Präsident, ebenso wie bei der Internationalen Gesellschaft für Sportmedizin (FIMS) in den Jahren 1976 bis 1980, wobei der dem Exekutivkomitee der FIMS bereits Anfang der 1960er Jahre angehörte. An 27 Olympischen Spielen nahm er als Teamarzt und Dopingexperte des Internationalen Olympischen Komitees (IOC) teil.
Prokop war verheiratet und hatte drei Kinder. Sein Hobby waren Fotografie und selbstgebundene Mascherln, mit denen er auch bekannt wurde („Der Mann mit dem Mascherl“). Über seinen Halbbruder Gunnar war Ludwig Prokop auch Schwager der ehemaligen österreichischen Innenministerin Liese Prokop.

## Publikationen
- mit Robert Jelinek und Reinhard Suckert: Sportschäden. 1980, ISBN 3-437-00312-7.
- mit Norbert Bachl: Alterssportmedizin. 1984, ISBN 3-211-81825-1.
- Kinder-Sportmedizin : physiolog. u. patholog. Aspekte d. Kinder- u. Jugendsports. 1986, ISBN 3-437-00451-4.
- Frauensportmedizin. 1988, ISBN 3-85119-228-1.
- mit Otto Prokop und Heinz Prokop: Grenzen der Toleranz in der Medizin. 1990, ISBN 3-333-00487-9.
- Sauna heute. 1990, ISBN 3-85223-198-1.
- Sport – Mißbrauch und Chance. 1992, ISBN 3-333-00687-1.
- Lebenselixier Wein. 1995, ISBN 3-7020-0727-X.
- Die Verhütung vorzeitiger Alterserscheinungen. 1996, ISBN 3-7091-7479-1.
- Aufgabe Behindertensport. 1998, ISBN 3-85119-269-9.
- Von St. Moritz bis Nagano, 50 Jahre sportärztliche Erfahrungen. 1999, ISBN 3-85119-271-0.
- Tod im Sport. 2000, ISBN 3-85119-278-8.

## Ehrungen und Auszeichnungen
- 1989: Großes Silbernes Ehrenzeichen für Verdienste um die Republik Österreich[12]
- 1999: Großes Ehrenzeichen des Landes Steiermark[12]
- Ehrenkreuz für Wissenschaft und Kunst I. Klasse
- Goldenes Ehrenzeichen der Republik Österreich